# Ty u menja odna
Ty u menja odna (russisk: Ты у меня одна) er en russisk spillefilm fra 1993 af Dmitrij Astrakhan.

## Medvirkende
- Aleksandr Zbrujev som Timosjin
- Mark Goronok
- Marina Nejolova som Natasja
- Marija Lobatjova
- Svetlana Rjabova som Anja